# Dipoena lana
Dipoena lana là một loài nhện trong họ Theridiidae.
Loài này thuộc chi Dipoena. Dipoena lana được Herbert Walter Levi miêu tả năm 1953.